# Puolalanmäki
Puolalanmäki est une colline du quartier VII de Turku en Finlande .
Puolalanmäki est couverte en grande partie par le parc Puolalanpuisto.

## Puolalanmäki
C'est l'une des sept collines de Turku et elle culmine à 35,2 mètres d'altitude.
Entouré du parc Puolalanpuisto d'une superficie de 2,8 hectares, le musée d'art de Turku est construit au sommet de la colline, 
Avec le Musée d'art de Turku de Turku, Puolalanmäki est l'un des Sites culturels construits d'intérêt national en Finlande définis par la Direction des musées de Finlande.
Les côtés nord et est du parc Puolalanpuisto sont bordés de maisons à plusieurs étages d'architecture Art nouveau construites dans les années 1900 et 1920 et de quelques maisons en bois.
Les bâtiments les plus anciens en bordure du parc sont représentés par la partie la plus ancienne du lycée de Puolalanmäki (1888).

## Puolalanpuisto
La végétation du parc Puolalanmäki est principalement typique du début des années 1900, en particulier les anciennes espèces et variétés d'arbres finlandais.
Les travaux d'établissement du parc Puolalanmäki ont commencé en 1889. Au début de l'établissement, les travaux se sont faits progressivement sans véritable plan de plantation en réalisant de petites plantations d'arbres.
En 1898, des escaliers, et des bassins sont aménagés dans le parc, et des arbres, arbustes et vivaces sont plantés. 
Entre 1900 et 1904, 1 700 chargements de terre de remblai ont été apportés dans le parc et 972 mètres de couloirs ont été construits. 
Des travaux de plantation ont été effectués entre 1901 et 1908 en plantant 817 arbres, 344 arbustes et 465 vivaces sur Puolalanmäki. 
Les plantations du parc Puolalanpuisto sont complétées au cours des décennies suivantes.

## Galerie

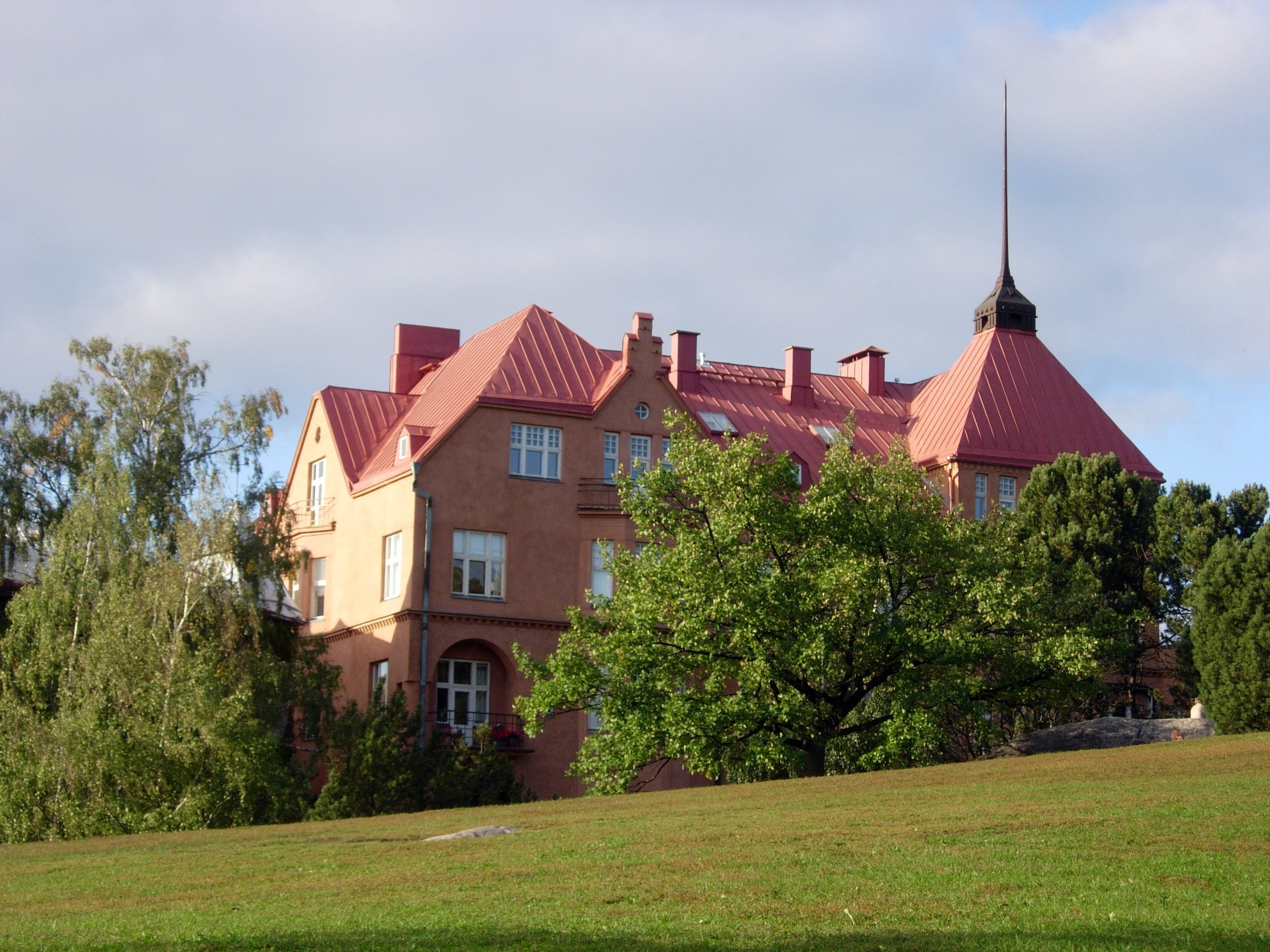
Albatross.
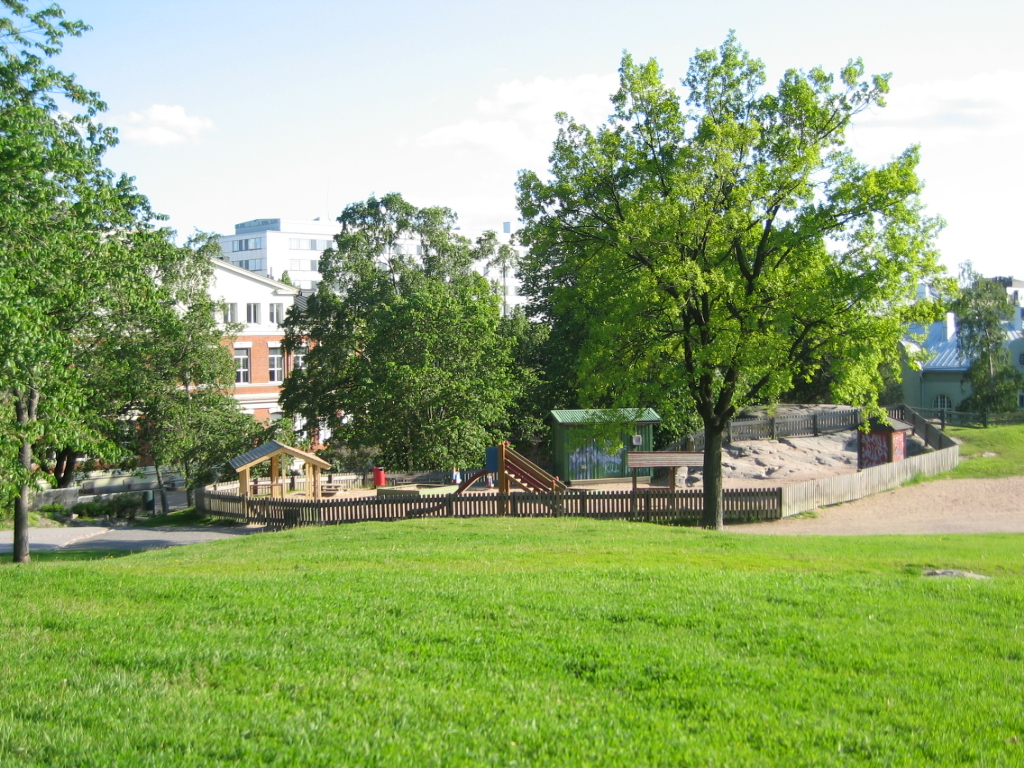
Puolalanpuisto.
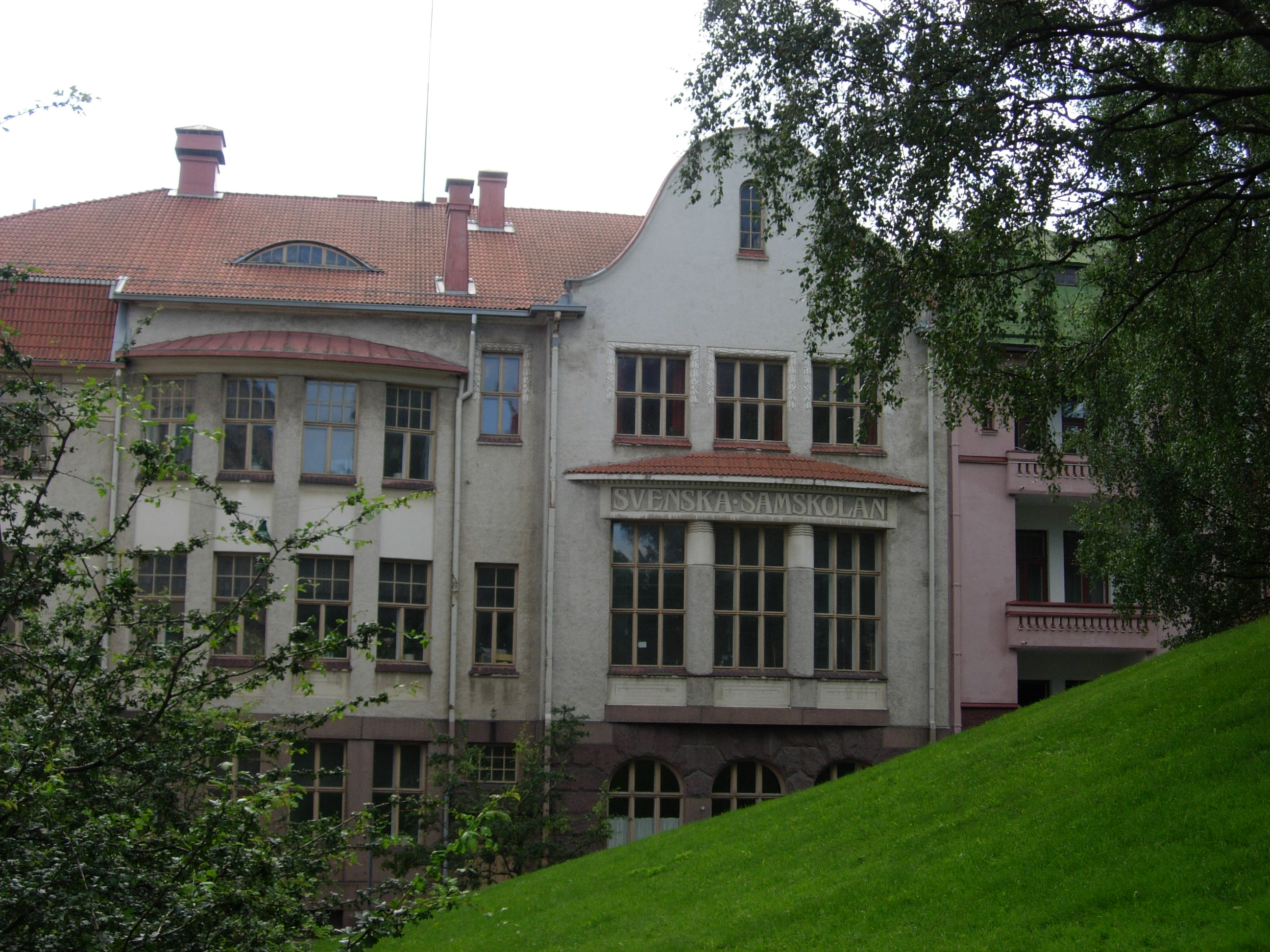
Puolalankoulu.

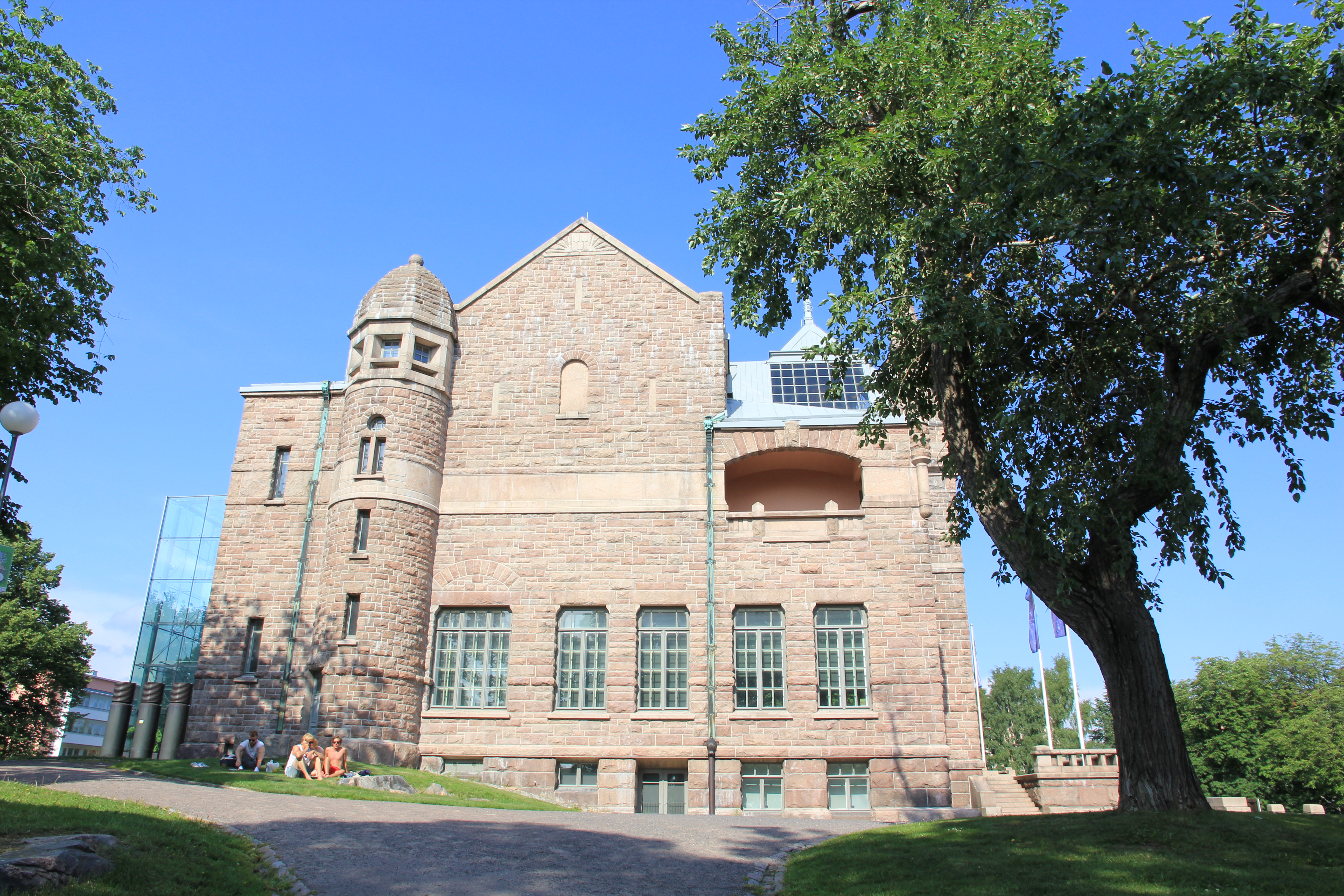
Musée d'art de Turku
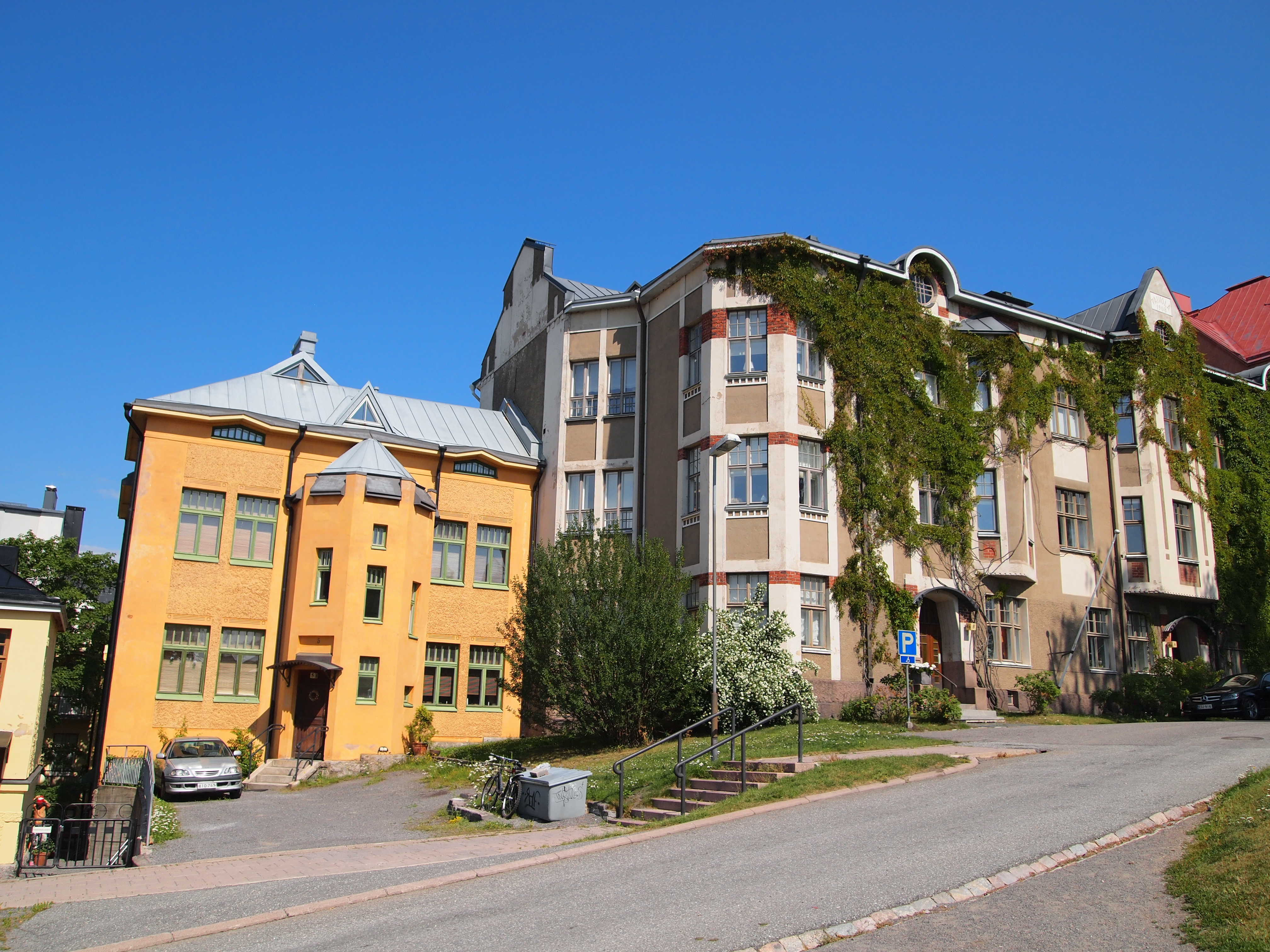
Bâtiment de la rue Puolalanpuisto.
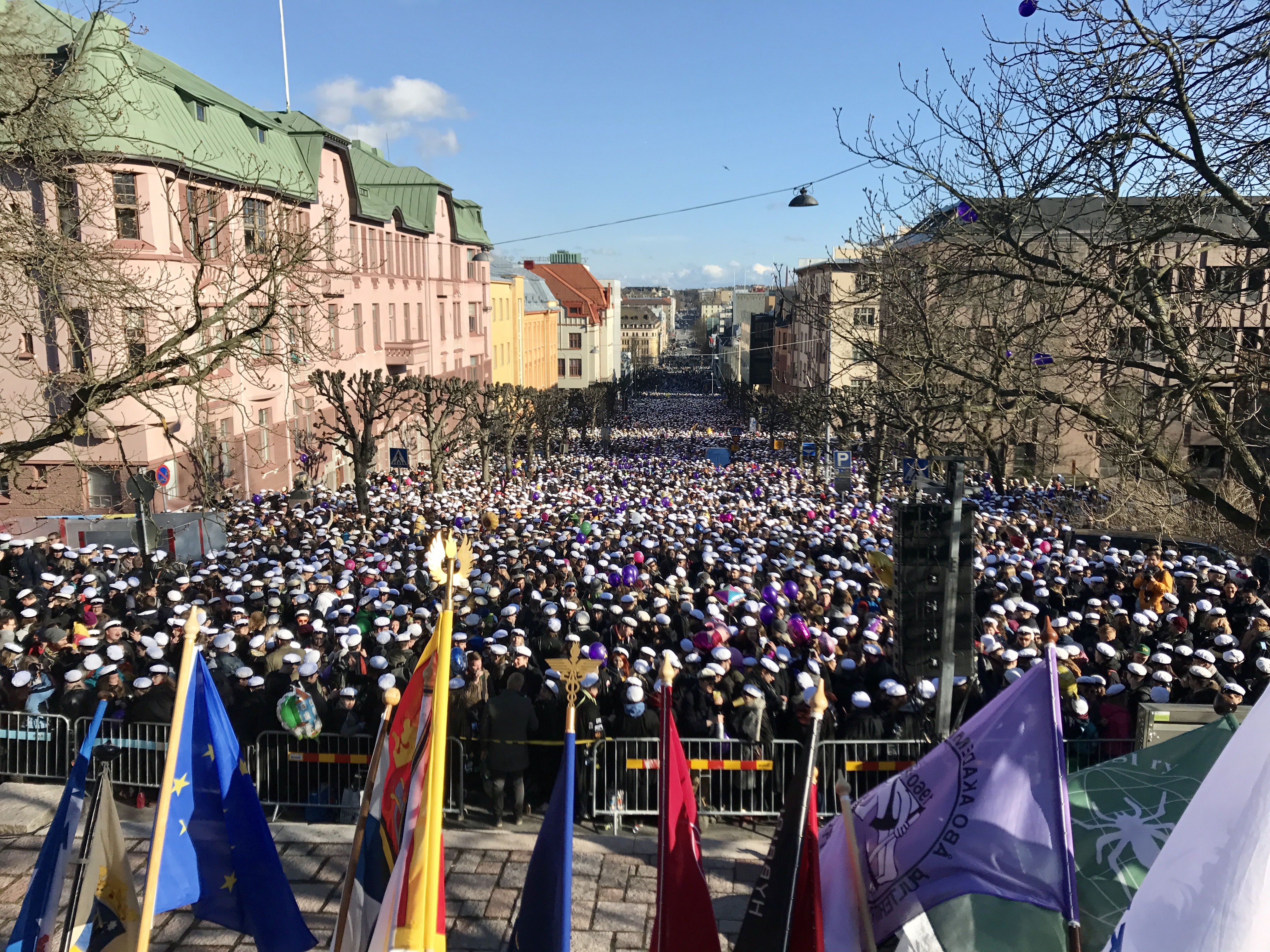
Fête de Vappu le 1er mai 2017.